# Palácio Kikine
O Palácio Kikine (em russo: Кикины палаты) é um dos edifícios mais velhos de São Petersburgo, na Rússia. O edifício foi comissão por Alexander Kikin em 1714. O nome do arquiteto é desconhecido, mas as semelhanças ao antigo Palácio de Peterhof são grandes, atribuindo o projeto a Andreas Schlüter.
O palácio estava incompleto na época da desgraça e execução de Alexander Kikin em 1718. O edifício foi confiscado pela coroa e usado para abrigar a Biblioteca Real e o gabinete de curiosidades da Academia de Ciências da Rússia (mais tarde transferido para o Kunstkamera). A residência original de dois andares foi ampliada e o terceiro andar foi adicionado em algum ano da década de 1720.
Depois de 1733 o edifício foi ocupado pelo escritório da Guarda Imperial Russa e seu hospital. Foi completamente remodelado em 1829, e sua decoração barroca foi removida. O edifício dilapidado foi danificado ainda mais por bombas aéreas nos anos 1940. The dilapidated building was further damaged by aerial bombs in the 1940s.
Foi Irina Benois, da família Benois, que restaurou o edifício à sua presumida aparência barroca Petrina em uma campanha que durou de 1952 a 1956. O Palácio Kikine abriga atualmente uma escola de música.